# Megan Kelso
Megan Kelso (née en 1968) est un auteure de bande dessinée américaine.

## Principales publications
Quatre recueils des fanzines et comic books de Kelso ont été publiés :
- Queen of the Black Black, Highwater Books, 1998  (ISBN 0966536304). Réédition Fantagraphics, 2011  (ISBN 9781606994597).
- The Squirrel Mother, Fantagraphics, 2006  (ISBN 1560977469).
- Artichoke Tales, Fantagraphics, 2010  (ISBN 9781606993446).
- Who Will Make the Pancakes: Five Stories, Fantagraphics, 2022  (ISBN 9781683966708).

## Distinctions
- 1993 : Bourse Xeric, pour Girlhero
- 2002 : Prix Ignatz de la meilleure auteure pour Artichoke Tales no 1 et Non no 5 ; du meilleur minicomic pour Artichoke Tales no 1
- 2023 : Prix Ignatz du meilleur recueil pour Who Will Make the Pancakes?[1]

### Documentation
- (en) Megan Kelso (int. par Gary Groth), « The Megan Kelso Interview », The Comics Journal, no 216,‎ octobre 1999 (lire en ligne).